# Lista das obras de Rachmaninoff

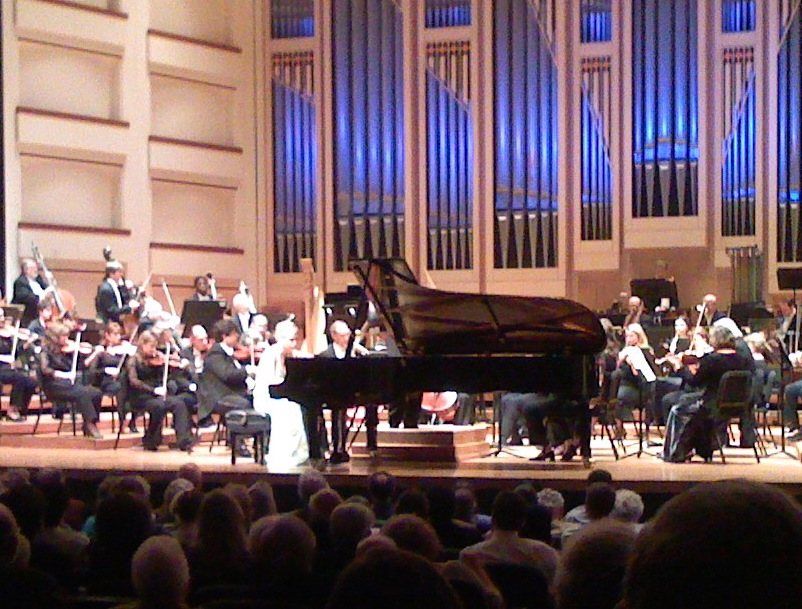
A piano concerto

Esta é uma lista dos trabalhos do compositor russo Sergei Rachmaninoff.

## Lista de composições pelo número opus
- Prince Rostislav, poema sinfônico após Aleksey Konstantinovich Tolstoy (1891, sem número opus)
- Aleko, ópera de um ato (1892, sem número opus)
- Trio Elégiaque No. 1 em Sol Menor (1892, sem número opus)
- Youth Symphony ("A Sinfonia do Jovem") em Ré Menor (sem número opus)
- Op. 1, Concerto para Piano No. 1 em Fá Sustenido Menor (1891)
- Op. 2, Duas Peças para Violoncelo e Piano (1892)
  - Prélude
  - Danse orientale
- Op. 3, Morceaux de Fantaisies (1892)
  - No. 1, Élégie
  - No. 2, Prélude em Dó Sustenido Menor
  - No. 3, Melodie em Mi Maior (posteriormente revisada)
  - No. 4, Polichinelle
  - No. 5, Serenata
- Op. 4, Seis Canções (1890–1893)
  - Oh no, I beg you, forsake me not! ("Oh não, eu imploro, não me abandone!")
  - Morning ("Manhã")
  - In the silence of the secret night ("No silêncio da noite secreta")
  - Sing not to me, beautiful maiden ("Não cante para mim, bela senhorita")
  - Oh thou, my field ("Oh vós, meu campo")
  - How long, my friend ("Há quanto tempo, meu amigo")
- Op. 5, Suite No. 1 para Dois Pianos; "Fantaisie-tableaux" (1893)
- Op. 6, Duas Peças para Violino e Piano (1893)
  - Romance
  - Danse hongroise
- Op. 7, The Rock ("A Pedra") (1893)
- Op. 8, Six Songs ("Seis Canções") (1893)
- Op. 9, Trio Elégiaque No. 2 em Ré Menor (1893)
- Op. 10, Morceaux de Salon (1893)
  - Nocturne em Lá Menor
  - Valse em Lá Maior
  - Barcarolle Sol Menor
  - Melodie em Mi Menor
  - Humoresque em Sol Maior
  - Romance em Fá Menor
  - Mazurka em Ré Bemol Maior
- Op. 11, Six morceaux for piano, four hands (1893)
  - Barcarolle
  - Scherzo
  - Chanson russe
  - Valse
  - Romance
  - Slava (Gloria)
- Op. 12, Caprice Bohémien (1894)
- Op. 13, Sinfonia No. 1 em Ré Menor (1896)
- Op. 14, Twelve Songs ("Doze Canções") (1896)
- Op. 15, Six Choruses ("Seis Coros") (1895)
- Op. 16, Six Moments Musicaux (1896)
  - No. 1, Andantino em Si Bemol Menor
  - No. 2, Allegretto em Mi Bemol Menor
  - No. 3, Andante cantabile em Si Menor
  - No. 4, Presto em Mi Menor
  - No. 5, Adagio sostenuto em Ré Bemol Maior
  - No. 6, Maestoso em Dó Maior
- Op. 17, Suite No. 2 para Dois Pianos (1901)
  - Introduction em Dó Maior
  - Valse em Sol Maior
  - Romance em Lá Bemol Maior
  - Tarantelle em Dó Menor
- Op. 18, Concerto para Piano No. 2 em Dó Menor (1901)
- Op. 19, Cello Sonata em Sol Menor (1901)
- Op. 20, Spring Cantata ("Cantata da Primavera") para Barítono, Coro & Orquestra (1902)
- Op. 21, Doze Canções (1902)
- Op. 22, Variations on a Theme of Chopin ("Variações Sobre um Tema de Chopin") em Dó Menor (1903)
- Op. 23, Dez Prelúdios (1903)
  - No. 1, em Fá Sustenido Menor
  - No. 2, em Si Bemol Maior
  - No. 3, em Ré Menor
  - No. 4, em Ré Maior
  - No. 5, em Sol Menor
  - No. 6, em Mi Bemol Maior
  - No. 7, em Dó Menor
  - No. 8, em Lá Bemol Maior
  - No. 9, em Mi Bemol Menor
  - No. 10, em Sol Bemol Maior
- Op. 24, The Miserly Knight, ópera (1904)
- Op. 25, Francesca da Rimini, ópera (1905)
- Op. 26, Quinze Canções (inclui "Before My Window") (1906)
- Op. 27, Sinfonia No. 2 em Mi Menor (1908)
- Op. 28, Sonata para Piano No. 1 em Ré Menor (1908)
- Op. 29, The Isle of the Dead ("A Ilha dos Mortos"), poema sinfônico (1909)
- Op. 30, Concerto para Piano Nº 3 em Ré Menor (1909)
- Op. 31, Liturgy of St. John Chrysostom (1910)
- Op. 32, Treze Prelúdios (1910)
  - No. 1, em Dó Maior
  - No. 2, em Si Bemol Menor
  - No. 3, em Mi Maior
  - No. 4, em Mi Menor
  - No. 5, em Sol Maior
  - No. 6, em Fá Menor
  - No. 7, em Fá Maior
  - No. 8, em Lá Menor
  - No. 9, em Lá Maior
  - No. 10, em Si Menor
  - No. 11, em Si Maior
  - No. 12, em Sol Sustenido Menor
  - No. 13, em Ré Bemol Maior
- Op. 33, Études-Tableaux (1911)
  - No. 1, em Fá Menor
  - No. 2, em Dó Maior
  - No. 3, em Dó Menor
  - No. 4, em Lá Menor
  - No. 5, em Ré Menor
  - No. 6, em Mi Bemol Menor
  - No. 7, em Mi Bemol Maior
  - No. 8, em Sol Menor
  - No. 9, em Dó Sustenido Menor
- Op. 34, Quatorze canções (1912)
  - Muza ("A Musa") – Pushkin
  - V dushe u kazhdogo iz nas ("Na Alma de Cada Um de Nós") – Korinfsky
  - Burya ("A Tempestade") – Pushkin
  - Veter perelyotnïy ("O Vento Migrante") – Balmont
  - Arion – Pushkin
  - Voskresheniye Lazarya ("A Ascensão de Lázaro") – Khomyakov
  - Ne mozhet bït' ("Não Pode Ser") – Maykov (1910, revisada em 1912)
  - Muzïka ("Música") – Polonsky
  - Tï znal yego ("Você o Conheceu") – Tyutchev
  - Sey den', ya pomnyu ("Eu Lembro Daquele Dia") – Tyutchev
  - Obrochnik ("O Camponês") – Fet
  - Kakoye schast'ye ("Que Alegria") – Fet
  - Dissonans ("Discórdia") – Polonsky
  - Vocalise, para Soprano ou Tenor e Piano, sem letra (revisada em 1915)
- Op. 35, The Bells ("Os Sinos") (1913)
- Op. 36, Sonata para Piano No. 2 em Si Bemol Menor, várias versões (1913)
- Op. 37, All-Night Vigil ("A Vigília de Toda uma Noite") (1915)
- Op. 38, Seis Canções (1916)
- Op. 39, Études-Tableaux (1916)
  - No. 1, em Dó Menor
  - No. 2, em Lá Menor
  - No. 3, em Fá Sustenido Menor
  - No. 4, em Si Menor
  - No. 5, em Mi Bemol Menor
  - No. 6, em Lá Menor
  - No. 7, em Dó Menor
  - No. 8, em Ré Menor
  - No. 9, em Ré Maior
- Op. 40, Concerto para Piano No. 4 em Sol Menor (1926)
- Op. 41, The Three Russian Songs ("As Três Canções Russas") (1927)
- Op. 42, Variations on a Theme of Corelli ("Variações Sobre um Tema de Corelli") em Ré Menor (1931)
- Op. 43, Rhapsody on a Theme of Paganini ("Rapsódia Sobre um Tema de Paganini") para Piano e Orquestra em Lá Menor (algumas vezes catalogada como op. 42) (1934)
- Op. 44, Sinfonia No. 3 em Lá Menor (1936)
- Op. 45, Three Symphonic Dances ("Três Danças Sinfônicas") (1940)
- Op. posth, Russian Rhapsody ("Rapsódia Russa")